# Petter Eide

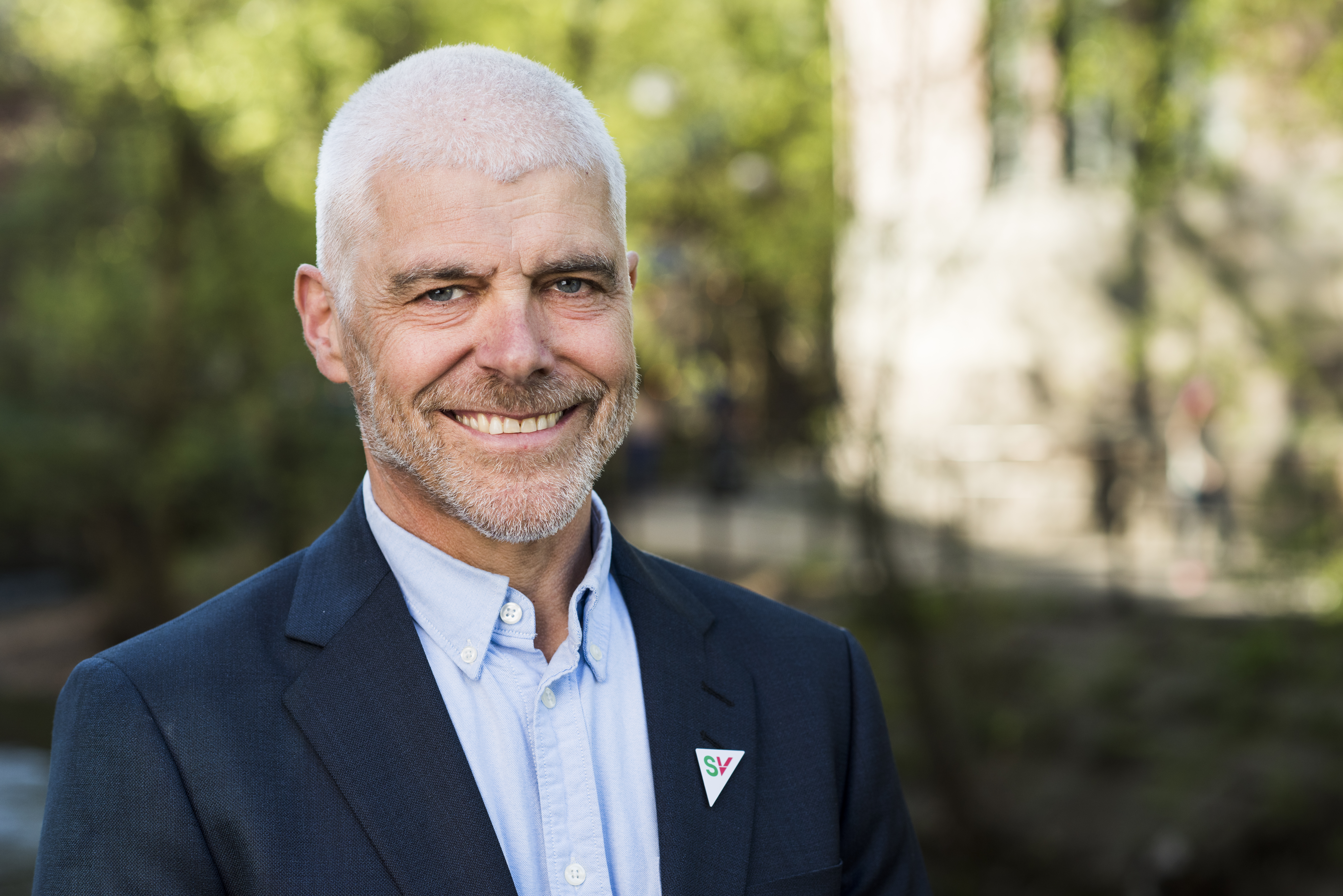
Petter Eide, 2017

Petter Eide (* 15. August 1959) ist ein norwegischer Verbandsfunktionär und Politiker der Sosialistisk Venstreparti (SV). Von 2017 bis 2021 war er Abgeordneter im Storting.

## Leben
Eide wuchs in der damaligen Kommune Skedsmo auf, später zog er in den Osloer Stadtteil Grünerløkka. In den Jahren 1986 bis 1991 arbeitete Eide in der Parteizentrale der SV unter anderem als politischer Sekretär. Im Jahr 1994 schloss er sein Studium der Sozialanthropologie an der Universität Oslo ab. Von 2000 bis 2007 war er Generalsekretär von Amnesty International in Norwegen, im Jahr 2007 war er Generalsekretär vom norwegischen Zweig von Care International. Anschließend fungierte er zwischen 2008 und 2011 als Generalsekretär der Gesundheits- und Hilfsorganisation Norsk Folkehjelp. Eide leitete er von 2012 bis 2013 die Arbeit der kirchlichen Hilfsorganisation Kirkens Nødhjelp in Pakistan.
Bei der Parlamentswahl 2017 zog Eide erstmals in das norwegische Nationalparlament Storting ein. Dort vertrat er den Wahlkreis Oslo und wurde Mitglied im Justizausschuss. Im Vorfeld der Wahl 2021 verlor er im November 2020 in einer Kampfabstimmung um den dritten Platz der Osloer Parteiliste gegen Andreas Sjalg Unneland. Eide erhielt schließlich keinen Platz auf der Wahlliste. In der Folge schied er im Herbst 2021 aus dem Storting aus.

## Positionen

### China
Beim Besuch des chinesischen Politikers Li Zhanshu im Storting im Mai 2019 demonstrierte Eide gemeinsam mit Guri Melby von der Partei Venstre, indem sie T-Shirts trugen, auf denen sowohl auf Norwegisch als auch Mandarin „Freiheit“ aufgedruckt war.

### Black-Lives-Matter
Im Januar 2021 gab Eide bekannt, dass er die Black-Lives-Matter-Bewegung für den Friedensnobelpreis nominiert habe. Er begründete seine Nominierung damit, dass Black Lives Matter zu einer der weltweit mächtigsten Bewegungen im Kampf gegen Rassendiskriminierung geworden sei.

### Wahlempfehlung für die MDG
Im Vorfeld der Stortingswahl 2025, bei der es zu größeren Diskussionen über taktische Stimmabgaben für die Miljøpartiet De Grønne (MDG) kam, empfahl er den Wählern von SV und der anderen rot-grünen Parteien, die MDG zu wählen. Er begründete seine Empfehlung damit, dass er zwar weiter Mitglied der SV sei und unter normalen Umständen auch seine Partei wählen würde, eine Stimme für die MDG aber die beste Möglichkeit wäre, um eine rotgrüne Regierung zu sichern.